# ラブラワワ
ラブラワワ（英：Labrahuahua）は、ラブラドール・レトリーバーとチワワの交雑犬である。
イギリスの聴導犬協会（Hearing Dogs for Deaf People）が聴導犬として育てるために2000年に作った。イギリス聴導犬協会では、聴導犬に向く犬種として、ラブラドール・レトリーバーやイングリッシュ・コッカー・スパニエルが利用されているが、障害のある人や高齢者でも飼育しやすいより小型の聴導犬が求められるところから、この頃、イギリスの聴導犬協会では、この2種とチワワやトイ・プードルの交雑が試みられた。ドッグ・ビスケット2袋の上に乗ったチワワのオスとラブラドール・レトリーバーのメスとの交配から6匹の子犬が生まれたが、ブリティッシュ・チワワ協会等から大きな批判が寄せられた。
聴導犬協会ではその後もラブラドール・レトリーバーやコッカー・スパニエルの交雑犬を少数用いているとはしているが、チワワとの交雑を行っているかなどは公表していない。